# 安藤聖
安藤 聖（あんどう せい、1983年12月25日 - ）は、日本の女優。空（くう）に所属。
東京都出身。 妹はタレントの安藤盟。ローソンチケットサイト「演劇最強論」 2016最優秀女優賞 受賞。

## 略歴
法政大学国際文化学部卒。
1990年、ミュージカル『アニー』で舞台デビュー。翌1991年から1997年まで、最長の7年連続でアルゴミュージカルに出演する。
1997年、ムーン・ザ・チャイルド所属。翌1998年、『おはスタ』でおはガールとしてテレビ出演。以降、テレビドラマ等、テレビ出演が主な活動となる。
2000年4月から、NHK教育テレビの『ひとりでできるもん!』にサンデー・パッフェー役などで、2002年3月まで出演した。
2003年、フリーとなり、以降主に単発的な舞台活動をこなす。
2006年、大学卒業を機に一般企業（イベント系）に就職するものの、演劇への思いが強く1年半で退職。2007年から本格的に舞台活動を再開する。
2007年、『おはスタ』10周年という事で数年ぶりにゲスト出演。
2011年4月23日にお笑いコンビハイキングウォーキングの松田洋昌と結婚したが、2015年4月に離婚。
2016年12月、演出家で俳優の河原雅彦と再婚。
2017年8月、一卵性双生児の女児を出産。

## エピソード
- 名前の由来はクリスマスに生まれたためで、母親は「ひじり」を希望したが、祖母たちが「せい」を希望したため、最後は「せい」とされたとのこと[1]。
- 小学生の頃のあだ名は「ナッツ」だった（あんどーナッツ→どーナッツ→ナッツ）[2]。
- 妹の安藤盟も、後におはガール等で活動した。声優の坂本真綾と同じマンションに居住しており、坂本の父がアルゴミュージカルの照明プランを担当していたこともあり、真綾を「長女」、聖を「次女」、盟を「三女」とそれぞれの親が呼ぶくらいであった。
- 同時期におはガールとして活動した安藤希との血縁関係はない。
- 平井理央（現・フリーアナウンサー）、酒井彩名、橋本麻美々(現在・マミミ)、尾崎沙也、安藤希、工藤あさぎで「おはガールアップル」・「おはガールバナナ」として活動していた事がある。

## 主な出演

### 舞台

#### ミュージカル
- アニー（1990年） - シンシア役
- アルゴミュージカル[M1]
  - 魔法使いの夏休み（1991年） - トネリコの妖精、桃子役[M2]
  - アイスクリーム応援団（1992年） - チャイナタウンの子供・花屋役[M3]
  - 真夏のシンデレラ館で（1993年） - アンサンブル[M4]
  - 子猿物語（1994年） - ミミ役[M5]
  - Sing for You, Sing for Me.（1995年） - 山本かおり、村人・アオイ役[M6]
  - 招待状は101才 〜宝さがしのラリルレロ（1996年） - るるの孫・ソノミ役[M7]
  - ロボ！笑ったね（1997年） - 新体操の生徒・緑役[M8]
- ダンスファンデーション「鏡」（1994年）
- アルパーク クリスタルファンタジー（1995年） - セイ役
- アルパーク スウィートファンタジー「おかしな・おかしの・ものがたり」（1996年） - セイ役
- ファイヤークラッカーズミュージカル「Sweet&Sweet」（1996年,1997年） - セイ役
- アルパーク クリスマスミュージカル（1996年） - セイ役
- イッツフォーリーズ「MIRACLE」（2000年） - キキ役
- 「世界中がアイ・ラヴ・ユー」（2000年-2001年） - ジューナ（愛称：DJ）役
- OZmate「－Ryoma－ 夢・信・動 坂本龍馬」（2002年） - 千葉佐那子役
- ジョーズカンパニー「ココスマイル・ファミリーコンサート Vol.1 〜legend〜」（2003年）
- 「PURE LOVE」（2003年） - 茜役
- ジョーズカンパニー「フレンズ 〜ガラクタ怪獣のなみだ〜」（2003年-2004年） - 仲村梢役
- イッツフォーリーズ「月のしずく」（2009年） - 村上理恵子役
- ミュージカル『indigo tomato』（2018年5月、博品館劇場）
- ミュージカル『indigo tomato』（2019年11月、12月）

#### ストレートプレイ
- ムーン・ザ・チャイルド『大人たちへの贈り物・2 〜覚醒〜』（1998年） - ダンス、コント、ドラマ[M9]
- 大谷美智浩・演出『お熱い夜はいかが？』（2002年） - 鈴木千恵子役
- 大谷美智浩・演出『バックステージ』（2003年） - 第2話／森村みき役
- 大谷美智浩・演出『共同執筆』（2005年） - 滝沢奈美役
- unit BAR-th『DRESSING ROOM －楽屋－』（2007年） - B楽屋「恋する楽屋」／スタッフ役
- u-you.company『ONEDAY 〜あなたからの手紙？！〜』（2007年） - 田川愛役[M10]
- 劇団バスガスガスガス『高砂事変』（2007年） - 門倉瞳役
- ポツドール『女の果て』（2007年） - ミキ役
- ポツドール『顔よ』（2008年） - 里美役
- ペンギンプルペイルパイルズ『審判員は来なかった』（2008年） - 大統領官邸：セリー役（大統領第二秘書）、バリアン農家：セミラ役（タオの妻）、体育館：セルロッタ役（バドミントン選手）、大聖堂：セヴァ役（修道女）[M11]
- FABRICA『LOST GARDEN』（2008年） - 川上遥役[M12]
- 五反田団『すてるたび』（2008年） - 次男の妻役
- グリング『吸血鬼』（2009年） - 桜井のり子役
- 『SEMINAR』（2009年） - テス役
- 劇団、江本純子『常に最高の状態』（2009年）
- 毛皮族『ほたるのバカ』（2009年） - アジア舞台芸術祭2009東京／カップルの女役
- ゴジゲン『アメリカン家族』（2010年）
- ブス会＊『女の罪』（2010年）
- 『スマートモテリーマン講座』2010年） - 水島はるな役
- 『0号室の客 〜帰ってきた男〜』（2010年） - キング役
- 葛河思潮社『浮標』
  - 2011年01月17日-2011年01月23日 - 神奈川・神奈川芸術劇場・大スタジオ
  - 2011年01月29日-2011年01月30日 - 長野・まつもと市民芸術館・小ホール
  - 2011年02月01日-2011年02月13日 - 吉祥寺シアター
- 阿佐ヶ谷スパイダース『荒野に立つ』（2011年、シアタートラム）
- 岩松了プロデュース『カスケード 〜やがて時がくれば〜』（2011年03月16日-2011年03月27日、下北沢駅前劇場）
- 世田谷パブリックシアター『往転−オウテン』〜桃〜（2011年11月6日-20日、シアタートラム）
- ネルケプランニング『女の平和』（2011年12月3日-11日、俳優座劇場）
- ベッド&メイキングス第1回公演『墓場、女子高生』（2012年2月1日-5日、座・高円寺）
- 吉川威史presents『素晴らしい一日』（2012年、下北沢駅前劇場）
- 『南部高速道路』（2012年、シアタートラム）
- ハイバイ『ポンポン　お前の自意識に小刻みに振りたくなるんだ　ポンポン』（2012年、こまばアゴラ劇場）
- おかぼれ＃001公演『ならす理由』（2012年、下北沢駅前劇場）
- ナイロン100℃『デカメロン21 〜或は、男性の好きなスポーツ外伝〜』（2012年、CBGKシブゲキ!!）
- THE SHAMPOO HAT『葛城事件』（2013年、下北沢ザ・スズナリ）
- 『ストリッパー物語』（2013年、東京芸術劇場シアターイースト）
- 『フランケンシュタイン』（2013年、東京グローブ座）
- おかぼれ＃002『続ける理由』（2014年1月、座・高円寺1）
- 岩松了プロデュース『宅悦とお岩〜四谷怪談のそのシーンのために』（2014年3月、下北沢駅前劇場）
- 『殺風景』（2014年5月、Bunkamuraシアターコクーン）
- ハイバイ『おとこたち』（2014年7月、東京芸術劇場シアターイースト、西鉄ホール、長久手市文化の家風のホール）
- 柿喰う客 女体シェイクスピア007『完熟リチャード三世』（2015年2月、吉祥寺シアター、ABCホール、大垣市スイトピアセンター文化ホール）
- 『4BLOCKS』（2015年4月、池袋サンシャイン劇場）
- 『明鳥』（2015年7月、下北沢駅前劇場）
- 『ブロッケンの妖怪』（2015年11月、シアタークリエ）
- 東京No.1親子『あぶくしゃくりのブリガンテ』（2016年2月、下北沢駅前劇場）
- マクベス（2016年6月 - 7月、東京グローブ座） - マクベス夫人 役[6]
- 娼年（2016年8月26日 - 9月15日、東京 / 大阪、福岡）[7][8] - ミサキ 役
- ハイバイ『て』(2018年８月-9月、東京芸術劇場シアターイースト、高知県立県民文化ホール、アルカスSASEBO、伊丹市立演劇ホール)
- ベットアンドメイキングス「こそぎ落としの明け暮れ」(2019年）主演
- □字ック『タイトル、拒絶』(2021年2月4日 -10日、本多劇場)
- こまつ座『貧乏物語』(2022年4月5日 - 24日、紀伊國屋サザンシアター TAKASH IMAYA) - 河上ヨシ 役
- 閃光ばなし（2022年9月26日 - 10月2日、ロームシアター京都 / 10月8日 - 29日、東京建物 Brillia HALL） - 白渡由乃 役[9][10][11]
- らんぼうものめ（2024年7月20日 - 28日、KAAT神奈川芸術劇場 大スタジオ / 8月4日、いわき芸術文化交流館アリオス 中劇場 / 8月17日 - 18日、まつもと市民芸術館 小ホール）[12]
- ハリー・ポッターと呪いの子（2025年7月8日 - 2026年1月31日〈予定〉、TBS赤坂ACTシアター） - ジニー・ポッター 役[13][14]

#### 朗読劇
- ファンレターズ（2008年） - 女性作家役
- リーディングドラマ「シスター」（2018年8月、博品館劇場）
- スペクタクルリーディング「バイオーム」(2022年6月、東京建物Brillia HALL）

### 映画
- クヒオ大佐（2009年）（監督：吉田大八） - クラブのホステス役[M21]
- 踊る大捜査線 THE MOVIE 3 ヤツらを解放せよ！（2010年） （監督：本広克行） - 女性警察官役[M22]
- 空気人形（2010年）（監督：是枝裕和）[M23]
- バカがウラヤマシイ（2010年）（監督：鋤崎智哉） - 真々田希役（主演）
- 屍病汚染 DEADRISING（2010年）（監督：稲船敬二）
- 酔いがさめたら、うちに帰ろう。（2010年）（監督：東陽一） - 居酒屋の店員役
- アフロ田中（2012年）（監督：松居大悟）
- 東京プレイボーイクラブ（2012年）（監督：奥田庸介）
- 僕達急行 A列車で行こう（2012年）（監督：森田芳光）
- ふがいない僕は空を見た（2012年）（監督：タナダユキ）
- 桜、ふたたびの加奈子（2013年）（監督：栗村実）
- 自分の事ばかりで情けなくなるよ（2013年）（監督：松居大悟）
- ラブクラフト・ガール（2014年）（監督：平林克理）
- 太陽の坐る場所（2014年）（監督：矢崎仁司）
- HERO（2015年）（監督：鈴木雅之）
- ロマンス（2015年）（監督：タナダユキ）
- 湯を沸かすほどの熱い愛（2016年）（監督：中野量太）
- お父さんと伊藤さん（2016年、ファントム・フィルム） - 山中理々子 役[15]
- 吉田類の『今宵、ほろ酔い酒場』（2017年）（監督：長尾直樹）
- ラプラスの魔女（2018年）（監督：三池崇史）
- レオン（2018年）（監督：塚本連平）
- 宮本から君へ（2019年）（監督：真利子哲也）
- short Film記憶の息子（監督：安藤隼人） - 主演
- 空はどこにある（監督：山浦未陽） - 主演
- 鳩の撃退法（2021年） （監督：タカハタ秀太）
- 余命10年（2022年）（監督：藤井道人） - 礼子 役
- ドーナツもり(2022年12月2日)(監督：定谷美海）
- サーチライト-遊星散歩-（監督：平波亘） - 内田貴子 役[16]
- 生きててごめんなさい（2023年2月3日、監督：山口健人） [17]
- この小さな手（2023年）（監督：中田博之） - 小百合 役[18]
- ほつれる（2023年） （監督：加藤拓也）[19]
- 中山教頭の人生テスト（2025年）（監督：佐向大）[20]
- 代々木ジョニーの憂鬱な放課後（2025年公開予定）（監督：木村聡志）[21]

### テレビ

#### ドラマ
- 少年サスペンス 第5作「保健室に見た恐怖！」（1998年、テレビ朝日） - アズサ 役
- 先生知らないの? 第10話（1998年、TBS） - 風間美春 役[M13]
- 熱血恋愛道 case.15（第15話）「魚座のA型BOY」（1999年、日本テレビ） - ユキ 役
- 新・天までとどけシリーズ（TBS） - 次女・杉本千佳 役
  - 新・天までとどけ（1999年 - 2000年）
  - 新・天までとどけ2（2001年）
  - 新・天までとどけ3（2002年）
  - 新・天までとどけ4（2003年）
  - 新・天までとどけ5（2004年）
- ロング・ラブレター〜漂流教室〜（2002年、フジテレビ） - 川和ハツ子 役[M14]
- フライトパニック（2007年、フジテレビ） - 乗客・妊婦 役
- 湯けむりスナイパー 第8回「脅迫」（2009年、テレビ東京） - タカ子 役[M15]
- オトメン（乙男）〜夏〜 第3話「ねらわれたオトメン」（2009年、フジテレビ） - 幽霊・百合子 役[M16]
- 0号室の客 5th Story「戦わない男」（2010年、フジテレビ） - キング 役[M17]
- 日本人の知らない日本語（2010年、日本テレビ）
  - 第4話 - 明治時代の仲居 役
  - 第9話 - 室町時代の庶民の妻 役
  - 第11話 - 江戸時代の矢場の娼婦 役[M18]
- 俺の空 刑事編 第1・2話（2011年、テレビ朝日） - 女子大生・綾香 役
- たぶらかし-代行女優業・マキ- 第5話（2012年、日本テレビ） - 久保まり子 役
- ゴーイング マイ ホーム 第6話（2012年、フジテレビ） - 矢野良子 役
- 水曜ミステリー9・森村誠一サスペンス 刑事の証明 第5作（2013年、テレビ東京） - 大橋冴子 役
- ホリック〜xxxHOLiC〜 第1話（2013年、WOWOW）- カフェ店員 役
- お天気お姉さん 第7話（2013年、テレビ朝日） - 涼子 役
- SUMMER NUDE 第1話（2013年、フジテレビ）
- HTBスペシャルドラマ 「別に普通の恋」（2013年、北海道テレビ放送） - 後藤田律子 役
- 月曜ゴールデン「世田谷駐在刑事」第2作（2014年、TBS） - 益岡由美 役
- 広島発!地域ドラマ・戦艦大和のカレイライス（2014年、NHK BSプレミアム） - 宇根未來 役
- アイアングランマ（2015年、NHK BSプレミアム） - 小学校教師 役
- 美女と男子（2015年、NHK）
- 探偵の探偵（2015年、フジテレビ）
- 民王（2015年、テレビ朝日） - 村井美雪 役
- ハロー張りネズミ（2017年、TBS） - 川田美保 役
- 宮本から君へ 第6話（2018年、テレビ東京） - 広瀬 役
- グッド・ドクター 第1話（2018年、フジテレビ） - 柏木祥子役
- 大恋愛〜僕を忘れる君と（2018年、TBS）
- 坂の途中の家（2019年、WOWOW）
- 犬神家の一族（2018年12月24日、フジテレビ） - 青沼菊乃 役
- THE GOOD WIFE / グッドワイフ（2019年、TBS） - 井口晴乃 役
- ラジエーションハウス（2019年、フジテレビ） - 後藤莉奈 役
- インハンド（2019年、TBS） - 中村京子 役
- ボイス 110緊急指令室 第6話・第７話（2019年、日本テレビ） - 佐紀 役
- やすらぎの刻〜道 第134話（2019年、テレビ朝日）
- 時効警察はじめました（2019年、テレビ朝日） - 後藤紗良 役
- 恋はつづくよどこまでも（2020年、TBS） - 原静香 役
- 麒麟がくる（2020年、NHK大河ドラマ） - ミキ 役
- コールドケース3 ～真実の扉～ 第6話（2021年1月16日、WOWOW） - 香月貴子 役
- 監察医 朝顔 第2シリーズ 第10話（2021年1月18日、フジテレビ） - 坂口早苗 役
- ナイルパーチの女子会 第2話 - 第4話・最終話（2021年2月6日 - 20日・3月20日、BSテレ東） - 主婦インフルエンサーNORI 役
- 月曜プレミア8 「脳科学弁護士 海堂梓 ダウト」（2021年） - 斎田由里 役
- 警視庁ゼロ係〜生活安全課なんでも相談室〜 第5シリーズ（2021年） - 島崎百合 役
- 真犯人フラグ（2021年、日本テレビ）
- 教祖のムスメ 第2話（2022年6月9日、MBS・テレビ神奈川 他） - 下山遼子 役
- シャイロックの子供たち（2022年、WOWOW） - 水原悦子 役
- 6秒間の軌跡〜花火師・望月星太郎の憂鬱 第6話（2023年2月18日、テレビ朝日） - 由紀子 役
- 夫婦が壊れるとき（2023年4月8日 - 7月1日、日本テレビ） - 加集朋美 役[22]
- かしましめし 第3話・第6話（2023年4月24日・5月15日、テレビ東京） - 蓮井綾子 役
- 王様に捧ぐ薬指 第5話（2023年5月16日、TBS） - 河井 役
- 18/40〜ふたりなら夢も恋も〜 第1話（2023年7月11日、TBS） - 美術館の学芸員 役
- ゆりあ先生の赤い糸（2023年10月19日 - 12月14日、テレビ朝日） - 長田ゆきえ 役[23]
- 滅相も無い（2024年4月17日 - 6月5日、MBS・TBS）[24]
- 不適切にもほどがある! 第9話（2024年3月22日、TBS） - 並木 役[25]
- おいハンサム!!2 第3話（2024年4月20日、東海テレビ・フジテレビ） - 惣菜屋さん 役[26]
- オクラ〜迷宮入り事件捜査〜 第1話（2024年10月8日、フジテレビ） - 市井芳香 役[27]
- リラの花咲くけものみち （2025年2月1日 - 15日、NHK総合） - 岸本有紀子 役
- やぶさかではございません（2025年4月3日 - 6月19日、テレビ東京） - 各自桃子 役[28]

#### 子供番組
- おはスタ（1998年-1999年） - おはガール（会員番号14番／火曜日担当／おはガールアップル、おはガールバナナ）[M19]
- おはスタ（1999年,2000年,2001年,2007年） - ゲスト
- （秘）おはスタ増刊号（1999年） - ほぼ隔週のレギュラー
- ひとりでできるもん!（2000年4月 - 2002年3月、NHK教育テレビ） - スペシャルシェフ：サンデー・パッフェー、サンデーの母：サタデー・パッフェー、サンデーの祖母：フライデー・パッフェー、お江戸の町娘：おさん役[M20]

#### その他
- ジェネジャン（2002年-2003年） - “18歳・法政大学1年生”

### ラジオ
- MOON THE CHILD 〜アイドル★ラ・ヂ・オ（1998年-2001年） - メインパーソナリティ
- しんドル（1998年,1999年） - ゲスト
- しんドルマニア（1999年） - ゲスト
- しんどるパーラー（1999年） - ゲスト
- OHA-OHA NIGHT（2002年,2004年） - ゲスト

### インターネット

#### Webドラマ
- TOKYO PROM QUEEN Season2（2009年） - 真行寺恵 役[M24]
- 屍病汚染 DEAD RISING（2010年、Xbox LIVE） - 真理役[3][M25]
- 東京女子図鑑（2016年、Amazonプライムビデオ）
- ミス・シャーロック（2018年、Hulu） - 灰谷玲子 役
- 17.3 about a sex 第3話（2020年9月17日、ABEMA） - クリニックの医師 役
- 新聞記者（2022年1月13日、Netflix） - 村上由紀子 役
- 息をひそめて（2021年4月、Hulu）
- 東京、愛だの、恋だの 第4話（2021年9月25日、Paravi） - 多田美咲 役[29]
- 会社は学校じゃねぇんだよ　新世代逆襲編（2021年12月9日、AbemaTV）
- ヒヤマケンタロウの妊娠（2022年、Netflix）
- 覆面D 第2話（2022年、AbemaTV）
- サンクチュアリ -聖域-（2023年、Netflix） - 静内の母 役
- 君と世界が終わる日に Season5（2024年、Hulu）[30]
- REAL 恋愛殺人捜査班 Episode.5 - 6（2024年7月26日・8月2日 - 、FOD） - 刈谷朋美 役[31]
- 推しの罪〜推しを救えるのはヲタクの私〜（2025年7月1日 - 、FOD SHORT）[32]

#### Webラジオ
- ぽけら「平田裕香のひらじお」（2009年） - ゲスト

#### 携帯ドラマ
- 女たちは二度遊ぶ（2010年、BeeTV） - 「自己破産の女」／居酒屋の店員役[M26]

### ビデオ
- 進研ゼミ「チャレンジ6年生 エイミー藤崎のEnjoy English」（2000年） - アヤ役
- こどもちゃれんじ「すてっぷ」（2002年） - アイスちゃん役

### イベント
- Wonder Talk「聖&桃子・2人のBIGショウ」（2000年）[C1]

### 雑誌
- Prolog（1995年,1998年） - インタビュー（計2回）[4]
- BRUTUS（1996年） - 特集「少女」[5]
- Channel'（1996年） - インタビュー（1回）[6]
- “オリコン”ウィーク The Ichiban（1998年） - コラム「OHA-ガールAPPLEのコラム de OHA!!」（計2回）
- 週刊少女コミック（1998年-2000年） - モデル（計11回）
- ピチレモン（1998年-1999年,2001年） - モデル（計12回）
- Kindai（1999年） - コラム「安藤聖のオススメ！やせいランド」（連載8回）
- B.L.T.（2000年-2001年） - 4コママンガ（計7回）
- bea's up（2007年） - 読者モデル（計3回）
- シアターガイド（2008年） - コラム「わたしの今月」（連載8回）
- TOKYO HEADLINE（2008年,2009年） - インタビュー（計2回）[7]

### 広告

#### テレビCM
- コメリ 「企業」
- ロッテ 「いちごクリームケーキ」（1992年）
- ナガノトマト 「企業／トマティな朝」（1998年）
- au関西（2002年）
- 日本マクドナルド 「ドライブスルーな理由篇」（2008年）
- 味の素 「Do you know umami?／おいしさの真ん中にうま味篇」（2008年）
- ミスタードーナツ 「ポイント de スクラッチ2008／リカちゃん働く篇」（2008年）
- WOWOW 「オンラインアクセス」（2008年）
- 小林製薬
  - 「イージーファイバー／お通じの改善篇」（2008年）
  - 「イージーファイバー／山盛りサラダC篇」（2010年-）
- 住宅金融支援機構
  - 「フラット35」（2009年）
  - 「フラット35」（2010年-）
- 京王グループ
  - 「京王×高尾山／久しぶりの遠足篇」（2009年）
  - 「京王×高尾山／山頂で告白篇」（2009年） - Web限定CM
- セガ 「サカつくDS ワールドチャレンジ2010」（2010年）
- 政府広報 「未来たちへ。／子ども・子育て応援」（2010年）
- 西友 「2010夏／AKYな42日間」（2010年）
- リンナイ 「ココットプレート」（2018年）
- アイフル （2018年）
- ネスカフェ ネスカフェアンバサダー＆ネスカフェバリスタ（2018年）
- YKK AP株式会社 「マドリモ　シャッター」（2019年）
- ふわっち「働くママ篇[33]」(2021年、TBS)

#### スチル
- パーソンズ（2000年）
- ビューティプラス（2007年）

#### プロモーションビデオ
- 味の素 「企業／味の家の人々」（1998年）
- DRADNATS 「IN MY HEART」（2008年）
- 長澤知之 「俺はグビ」（2011年）
- クリープハイプ 「オレンジ」（2012年）
- 佐賀県上峰町ブランデッドムービー「あたらしいふるさと」（監督；菊地健雄）

## 主な作品

### 写真集
- 少女館（1997年） - ISBN 978-4103262091[8]
- OHA-ガールAPPLE THE OHA-TRIPPERS!!（1998年） - ISBN 978-4091026507
- アイドル（2000年） - ISBN 978-4309264271[9]

### CD-ROM
- デジタルコンポジット アイドルデータ101 〜イトーカンパニーグループ編〜（1998年）
- 素材辞典 Vol.145 ウーマンズライフ －犬のいる生活編（2004年）
- 素材辞典 イメージブック10（2005年）

## 参加曲

### アルゴミュージカル
- ♪あなたはヒューマン／アルゴ合唱団[10]（7,9に収録）
- ♪モノトーン／セイ・マイ・チヒロ（7に収録）
- ♪モノトーン（英語）／セイ・マイ・チヒロ（7に収録）

1. CDS 魔法使いの夏休み テーマ曲「魔法使いはあなた／逢うたびに君は」（1991年）
2. CDS アイスクリーム応援団 テーマ曲「あなたが美しいのは／アイスクリーム応援団」（1992年）
3. CDS 真夏のシンデレラ館で テーマ曲「星たちのように／シンデレラよりきれいになるよ」（1993年）
4. CDS 子猿物語 テーマ曲「山に抱かれて」（1994年）
5. CDA Sing for You, Sing for Me. テーマ曲「夢積み上げて」（1995年）
6. CDS 招待状は101才 テーマ曲「MY BEST IS YET TO COME／ひいおじいちゃんは101才」（1996年）
7. CDS ロボ！笑ったね テーマ曲「あなたはヒューマン／モノトーン」（1997年）
8. CDA アルゴ10周年特別記念盤「アルゴミュージカルテーマ曲集」（1996年）
9. CDA エルダ・アルゴ特別記念盤「エルダ・アルゴミュージカルテーマ曲集」（2001年）

### おはスタ
- ♪ダンダン de OHA!／OHA-ガール[11]（1,4に収録）
- ♪FUNKY MORNING／OHA-ガール[11]（1,4に収録）
- ♪グッドモーニング！サンタクロース／やまちゃん&レイモンド with おはガールBANANA[12]（2,4に収録）
- ♪プリーズ パラダイス／おはガールBANANA[12]（2,4に収録）
- ♪サヨナラのかわりに／おはぐみ[13][14]（3に収録）

1. CDS「ダンダン de OHA!」（1998年）[C2]
2. CDS「グッドモーニング！サンタクロース」（1998年）[C3]
3. CDS「サヨナラのかわりに」（2000年）
4. CDA「おはスタベスト 〜vol.1〜」（2000年）

### ひとりでできるもん!
- ♪かきくけ工作クッキング／安藤聖、コロンズ（1,2,5に収録）
- ♪サンデーモーニング／安藤聖、コロンズ（2,5に収録）
- ♪ラブユーお江戸／安藤聖、伊倉愛美、コロンズ（3,4に収録）
- ♪キャラメル色のしあわせ／安藤聖、コロンズ（3,6に収録）

1. CDA「ひとりでできるもん! ベスト60」（2001年）
2. CDA「ひとりでできるもん! サンデーモーニング!」（2001年）
3. CDA「ひとりでできるもん! うたえばパーでき!タンタタソング」（2001年）
4. CDA「2002年 はっぴょう会・おゆうぎ会用CD じょんがらまつり」（2002年）
5. VHS「ひとりでできるもん! やるキッチン!サンデー・パッフェー スペシャル」（2001年）
6. VHS「ひとりでできるもん! タンタタ人気料理ランキング!」（2001年）